# Bombus jonellus
Espèce
Bombus jonellus, le Petit bourdon des landes, est une espèce de bourdons que l'on rencontre en Eurasie et en Amérique du Nord et qui appartient au genre Bombus et sous-genre Pyrobombus.
La sous-espèce hebridensis est endémique des Hébrides, des îles situées au large de l'Écosse.